# Medios antiguos
Medios antiguos,  medios de 1900, o medios heredados, son los medios de comunicación instituciones que predominaron antes de la Era de la información; en particular Medio de comunicación de masas, estudios cinematográficos, Estudio de grabación, agencias de publicidad, radiodifusión y televisión.
Las antiguas instituciones de medios están centralizadas y se comunican con tecnologías unidireccionales a una audiencia masiva (generalmente anónima). Nuevos medios las tecnologías informáticas son  interactivos y comparativamente descentralizados; permiten a las personas  telecomunicarse entre sí. La red de telecomunicaciones que define la Era de la Información es Internet.

## Advenimiento de nuevos medios
El advenimiento de la Nueva Tecnología de la Comunicación (NCT) ha generado una serie de oportunidades y desafíos para los medios convencionales. La presencia de los nuevos medios e Internet en particular, ha supuesto un desafío para los medios convencionales, especialmente el periódico impreso. Los analistas de organizaciones industriales y empresas opinan que la industria de los periódicos de EE. UU. Está sufriendo lo que podría ser su peor crisis financiera desde la Gran Depresión. Los ingresos por publicidad están cayendo debido a la severa recesión económica, mientras que los hábitos de los lectores están cambiando a medida que los consumidores recurren a Internet en busca de noticias e información gratuitas. Algunas cadenas de periódicos importantes [¿cuál?] están agobiados por grandes deudas. Como en el pasado, los principales periódicos se declararon en bancarrota debido al cierre de varios periódicos de las grandes ciudades, despidieron a periodistas y editores, impusieron reducciones salariales, redujeron el tamaño del periódico físico o recurrieron a la publicación solo en la Web (Kirchhoff, 2009). Los nuevos medios también han afectado la forma en que los periódicos reciben y circulan sus noticias. Desde 1999, casi el 90% de los periódicos en los Estados Unidos han estado utilizando activamente tecnologías en línea para buscar artículos y la mayoría de ellos también crea sus propios sitios web de noticias para llegar a nuevos mercados. Los principales fenómenos de la reducción de costos son el cierre de oficinas, la reducción de personal, el aumento de periodistas autónomos, encuadernadores y ciudadanos, reducción de costos de impresión, aumento de espacio publicitario, cortes en la logística cambiando el alcance de las historias, recortes de recursos, cierre de oficinas, entornos de trabajo remoto / móvil, cambio de plataforma, fusión y consolidación y cierre. Principalmente convierte noticias físicas en noticias digitales.

## Desafíos enfrentados
Algunos observadores creen que los desafíos que enfrentan los medios convencionales, especialmente los periódicos, tienen que ver con la tormenta perfecta de la crisis económica mundial, la disminución de los lectores y los dólares publicitarios y la incapacidad de los periódicos para monetizar sus esfuerzos en línea. Los periódicos, especialmente en Occidente y en Estados Unidos en particular, han perdido la mayor parte de los anuncios clasificados en Internet. La situación empeoró cuando una economía deprimida obligó a más lectores a cancelar sus suscripciones a periódicos y las empresas comerciales a recortar su presupuesto publicitario como parte de las medidas generales de reducción de costos. Como resultado, los cierres de periódicos, las quiebras, los recortes de empleos y los recortes de salarios son generalizados. Esto ha hecho que algunos representantes de la industria de los periódicos estadounidenses busquen algún tipo de rescate del gobierno al permitir que los periódicos estadounidenses recuperen los impuestos que pagaron sobre las ganancias a principios de esta década para ayudar a compensar algunas de sus pérdidas actuales. Esto es lo que plantearon al Comité Conjunto del Congreso (The Star Online, septiembre de 2009). Editores como Sir David Bell están lanzando acusaciones a los gigantes de los motores de búsqueda, que acusó categóricamente a Google y Yahoo de "robar" el contenido de los periódicos. Una acusación similar vino del magnate de los medios de comunicación Rupert Murdoch a principios de abril de 2009. "¿Deberíamos permitir que Google robe todos nuestros derechos de autor?" preguntó el director de News Corp. Asimismo, Sam Zell, propietario de la Tribune Company que publica el Chicago Tribune, Los Angeles Times y el Baltimore Sun, afirmó que fueron los periódicos de Estados Unidos los que permitieron a Google robar sus contenidos a cambio de nada, pero preguntó sin los contenidos qué haría Google. y ¿qué tan rentable sería Google?